# محسن قمی
محسن قمی(زاده ۱۳۳۹ در روستای مامازند پاکدشت) روحانی ایرانی، عضو جامعه روحانیت مبارز، نمایندهٔ مردم استان تهران در مجلس خبرگان رهبری و از سال ۱۳۸۴ تاکنون به عنوان معاون ارتباطات بین‌الملل دفتر رهبر ایران فعالیت می‌کند.
وزارت خزانه داری آمریکا روز جمعه ۲۰ دی ۱۳۹۸ محسن قمی را به دلیل پیشبرد اهداف بی‌ثبات‌کننده حکومت در منطقه و جهان به فهرست تحریم‌ها اضافه نمود.

## زندگی‌نامه
محسن قمی در جریان جنگ ایران و عراق مجروح شد و پنج نفر از خانواده وی در جنگ ایران و عراق کشته شده‌اند؛ و همچنین داماد محمد مصطفوی کرمانی است که در ساقط شدن هواپیما در سال ۱۳۶۴ در جنگ ایران و عراق کشته شد. او عضو فعلی مجلس خبرگان رهبری، عضو هیئت مؤسس دانشگاه آزاد اسلامی، نماینده سابق ولی فقیه در دانشگاه‌ها و عضو سابق شورای عالی انقلاب فرهنگی است.

## تحریم
روز جمعه ۲۰ دی ۱۳۹۸ اداره کنترل دارایی‌های خارجی وزارت خزانه داری آمریکا موسوم به اوفک محسن قمی و هفت مقام ارشد جمهوری اسلامی را به دلیل پیشبرد اهداف بی‌ثبات‌کننده حکومت در منطقه و جهان در فهرست تحریم‌ها قرار داد.

## شرکت در انتخابات پنجمین دوره خبرگان رهبری
وی در انتخابات پنجمین دوره مجلس خبرگان رهبری سال ۹۴ توانست در تهران با کسب ۲/۲۲۹/۷۵۹ رای چهارمین برگزیده از میان ۱۶ منتخب تهران باشد، این در حالی است که اختلاف رٲی وی با رئیس‌جمهور تنها حدود هشت هزار رٲی بوده‌است.

## سمت‌ها
- - رئیس نهاد نمایندگی رهبری در دانشگاه‌ها (۱۳۸۴–۱۳۷۷)
- - نماینده تهران در سومین، چهارمین، پنجمین و ششمین دوره مجلس خبرگان رهبری (۱۳۷۷ تاکنون)
- - مدیر دائرةالمعارف علوم عقلی اسلامی وابسته به مؤسسه آموزشی، پژوهشی امام خمینی (۱۳۷۷–۱۳۷۵)
- نماینده شورای عالی انقلاب فرهنگی در هیئت نظارت بر مطبوعات